# Bretagne-Séché Environnement/Saison 2014
Dieser Artikel listet Erfolge und Fahrer des Radsportteams Bretagne-Séché Environnement in der Saison 2014 auf.

## Erfolge in der UCI Europe Tour
In der Saison 2014 gelangen dem Team nachstehende Erfolge in der UCI Europe Tour.
| Datum      | Rennen                          | Kat. | Sieger          |
| ---------- | ------------------------------- | ---- | --------------- |
| 1. März    | Classic Sud Ardèche             | 1.1  | Florian Vachon  |
| 30. März   | 6. Etappe Tour de Normandie     | 2.2  | Benoît Jarrier  |
| 6. Juni    | 1. Etappe Boucles de la Mayenne | 2.1  | Armindo Fonseca |
| 12. Juni   | 1. Etappe Ronde de l’Oise       | 2.2  | Romain Feillu   |
| 5. Oktober | Tour de Vendée                  | 1.1  | Armindo Fonseca |

## Zugänge – Abgänge
| Zugänge            | Team 2013       | Abgänge           | Team 2014            |
| ------------------ | --------------- | ----------------- | -------------------- |
| Romain Feillu      | Vacansoleil-DCM | Jean-Luc Delpech  | Entente Sud Gascogne |
| Anthony Delaplace  | Sojasun         | Renaud Dion       | Karriereende         |
| Brice Feillu       | Sojasun         | Sébastien Duret   | Unbekannt            |
| Christophe Laborie | Sojasun         | Geoffroy Lequatre | Unbekannt            |
|                    |                 | Gaël Malacarne    | Unbekannt            |

## Mannschaft
| Name                  | Geburtstag         | Nationalität |              |
| --------------------- | ------------------ | ------------ | ------------ |
| Jean-Marc Bideau      | 8. April 1984      | Frankreich   |              |
| Erwann Corbel         | 20. April 1991     | Frankreich   |              |
| Anthony Delaplace     | 11. September 1989 | Frankreich   |              |
| Brice Feillu          | 26. Juli 1985      | Frankreich   |              |
| Romain Feillu         | 16. April 1984     | Frankreich   |              |
| Armindo Fonseca       | 1. Mai 1989        | Frankreich   |              |
| Arnaud Gérard         | 6. Oktober 1984    | Frankreich   |              |
| Florian Guillou       | 29. Dezember 1982  | Frankreich   |              |
| Benoît Jarrier        | 1. Februar 1989    | Frankreich   |              |
| Clément Koretzky      | 30. Oktober 1990   | Frankreich   |              |
| Christophe Laborie    | 5. August 1986     | Frankreich   |              |
| Vegard Stake Laengen  | 7. Februar 1989    | Norwegen     |              |
| Benjamin Le Montagner | 16. Juni 1988      | Frankreich   |              |
| Pierre-Luc Périchon   | 4. Januar 1987     | Frankreich   |              |
| Eduardo Sepúlveda     | 13. Juni 1991      | Argentinien  |              |
| Florian Vachon        | 2. Januar 1985     | Frankreich   |              |
| Stagiaires            | Stagiaires         | Nationalität | Nationalität |
| Franck Bonnamour      | Franck Bonnamour   | Frankreich   |              |
| Axel Journiaux        | Axel Journiaux     | Frankreich   |              |
| Kévin Ledanois        | Kévin Ledanois     | Frankreich   |              |